# St. Peter (Adertshausen)

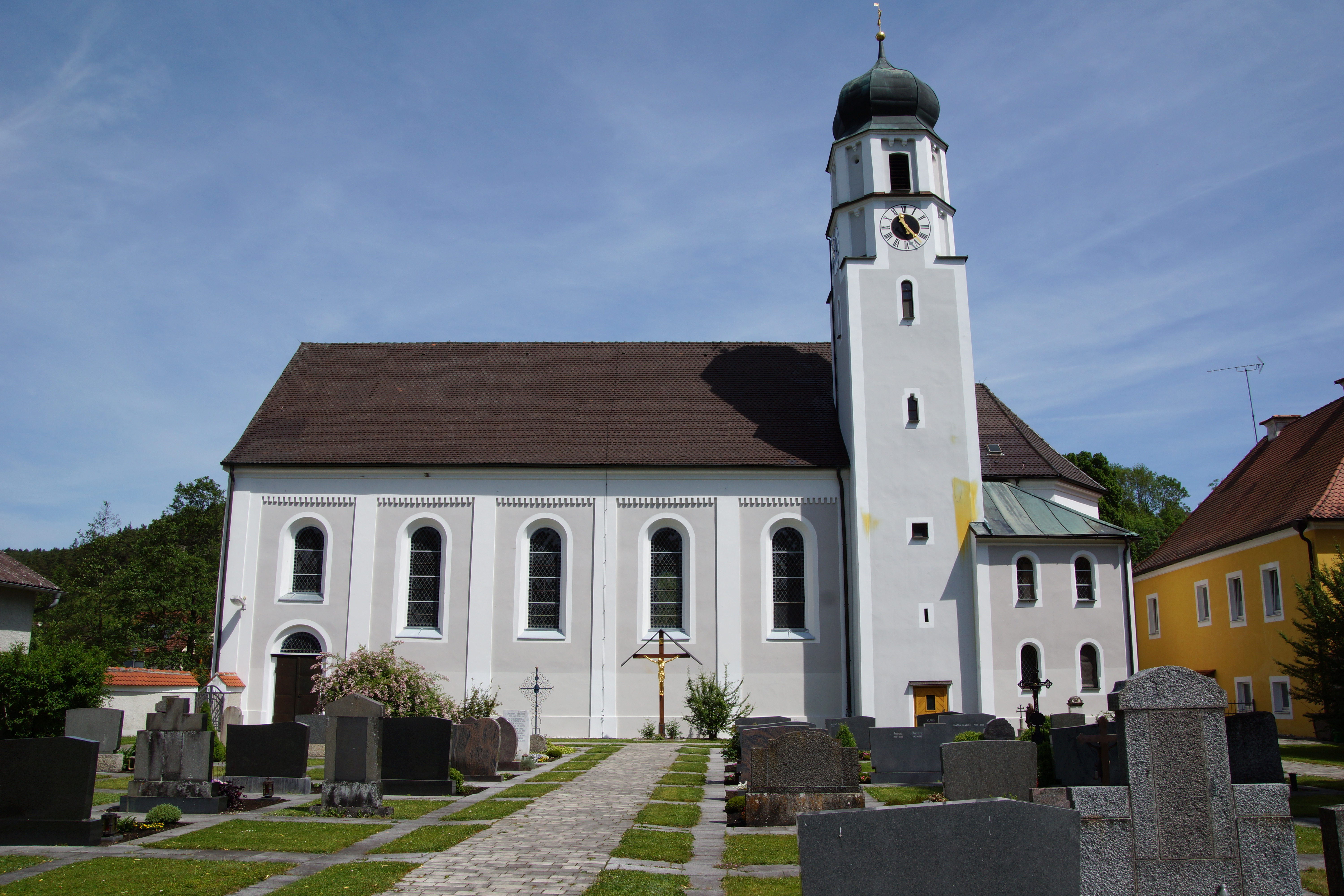
St. Peter (Adertshausen)

Die römisch-katholische, denkmalgeschützte Pfarrkirche St. Peter steht in Adertshausen, einem Gemeindeteil der Marktgemeinde Hohenburg im Landkreis Amberg-Sulzbach der Oberpfalz. Die Pfarrei gehört zum Dekanat Amberg-Ensdorf des Bistums Regensburg. Das Bauwerk ist unter der Denkmalnummer D-3-71-129-38 als Baudenkmal in die Bayerische Denkmalliste eingetragen.

## Beschreibung
Die Saalkirche wurde 1889 erbaut. Sie besteht aus einem Langhaus, einem eingezogenen Chor mit Fünfachtelschluss im Osten und einem quadratischen Chorflankenturm, der Kirchturm des gotischen Vorgängerbaus, an dessen Südwand. Im Glockenstuhl seines obersten, um 1600 aufgestockten achteckigen Geschosses hängen drei Kirchenglocken. Das Geschoss darunter beherbergt die Turmuhr. Bedeckt ist der Chorflankenturm mit einer Zwiebelhaube. In der Westwand des Langhauses befindet sich eine Fensterrose, die mit Maßwerk gefüllt ist. Der Innenraum des Langhauses ist mit einer Kassettendecke überspannt. Die Orgel wurde 1889 von Ludwig Edenhofer junior gebaut.